# HMS Quorn (M41)
Pour d'autres navires du même nom, voir HMS Quorn.
Le HMS Quorn, troisième navire de ce nom, était un navire de lutte contre les mines de classe Hunt de la Royal Navy. Il a été lancé le 23 janvier 1988, en tant que dernier navire de sa classe.

## Historique opérationnel
De mai 2011 à septembre 2014, le Quorn est déployé dans le golfe Persique dans le cadre de la présence permanente de la Royal Navy dans la région. Basé à Bahreïn, l'équipage du Quorn changeait tous les huit mois, permettant au navire de rester en mission pendant une période prolongée sans les coûts associés au retour au Royaume-Uni. Pendant le déploiement, le navire est "jumelé" avec le chasseur de mines américain USS Devastator (en).
Le Quorn passe la fin du printemps et l'été 2015 en déploiement dans les eaux du nord de l'Europe, y compris dans la mer Baltique, dans le cadre du Groupe permanent de lutte antimines de l'OTAN (SNMCMG1). Au cours du déploiement, il participe aux exercices Joint Warrior et BALTOPS en 2015 aux côtés des HMS Iron Duke et Ocean et à la Semaine de Kiel avant de retourner à Portsmouth en juillet.
Après une période d'attente prolongée, le Quorn est mis hors de l'eau dans le "Centre spécialisé des navires de guerre mineurs"; l'ancienne halle de construction navale du HMNB Portsmouth, en décembre 2016. Cependant, en octobre 2017, il est révélé que son projet de refonte n'aurait pas lieu, le Quorn est mis hors service le 14 décembre 2017.

## Vente
Le 30 avril 2020, Defence Equipment Services annonce vendre pour 1 million de livres sterling le navire à la marine lituanienne,.